# Nihonga

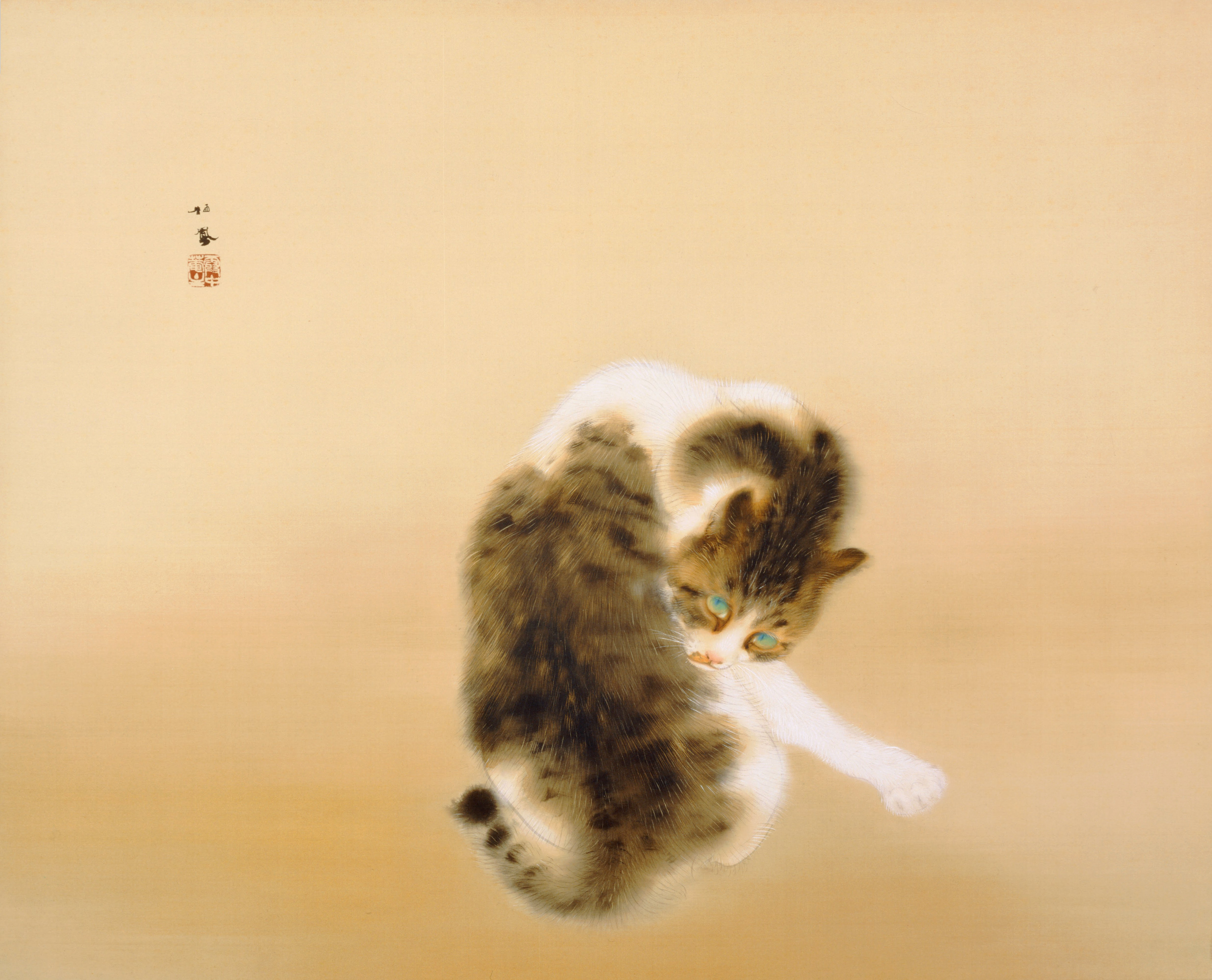
Pisică pătată (Nihonga de Seiho Takeuchi)

Nihonga Nihonga (日本画  nihonga?) (tradus în limba română pictură în stil japonez) este un termen folosit pentru descrierea picturilor pictate monocrom sau policrom în conform convențiilor artistice tradiționale  japoneze.
Termenul a fost introdus relativ recent (în era Meiji- 1868-1912) de către orientalistul american Ernest Francisco Fenollosa (1853-1908) și de discipolul său japonez Kakuzō Okakura -alias Tenshin Okakura- (1863-1913)- pentru a distinge astfel de opere de artă de cele pictate în stil occidental (numite yōga).

## Materiale
Nihonga se pictează pe washi, hârtia tradițională japoneză, sau pe eginu (mătase) cu pensule.
În cazul picturilor monocrome se folosește sumi, cerneala chinezească obținută prin amestecare de funingine cu liant din os de pește.  Pentru pictura policromă se folosesc pigmenți naturali, precum minerale, cochilii de scoici, corale, și chiar pietre semiprețioase (malachit, azurit, vermilion etc.) Materialele sunt pulverizate în 16 categorii, de la foarte fin la mărimea granulelor de nisip. Apa se folosește atât pentru pictura monocromă cât și pentru cea policromă, astfel făcând ca nihonga să fie un subgen al acuarelei.